# Baszszar Abd Allah
Baszszar Abd Allah, Bashar Abdullah (ur. 12 października 1977) – kuwejcki piłkarz występujący na pozycji napastnika w Salimiya Kuwait City.
Jeden z najlepszych zawodników w historii reprezentacji Kuwejtu. Od 1997 rozegrał w niej 132 mecze, co stanowi najlepszy wynik w jego kraju i 18. na świecie. Występował w klubach z Arabii Saudyjskiej (Al-Hilal), Kuwejtu (Al-Salmiya SC i Al-Kuwait Kaifan) oraz Kataru (Ar-Rajjan).